# Stimson (Automarke)

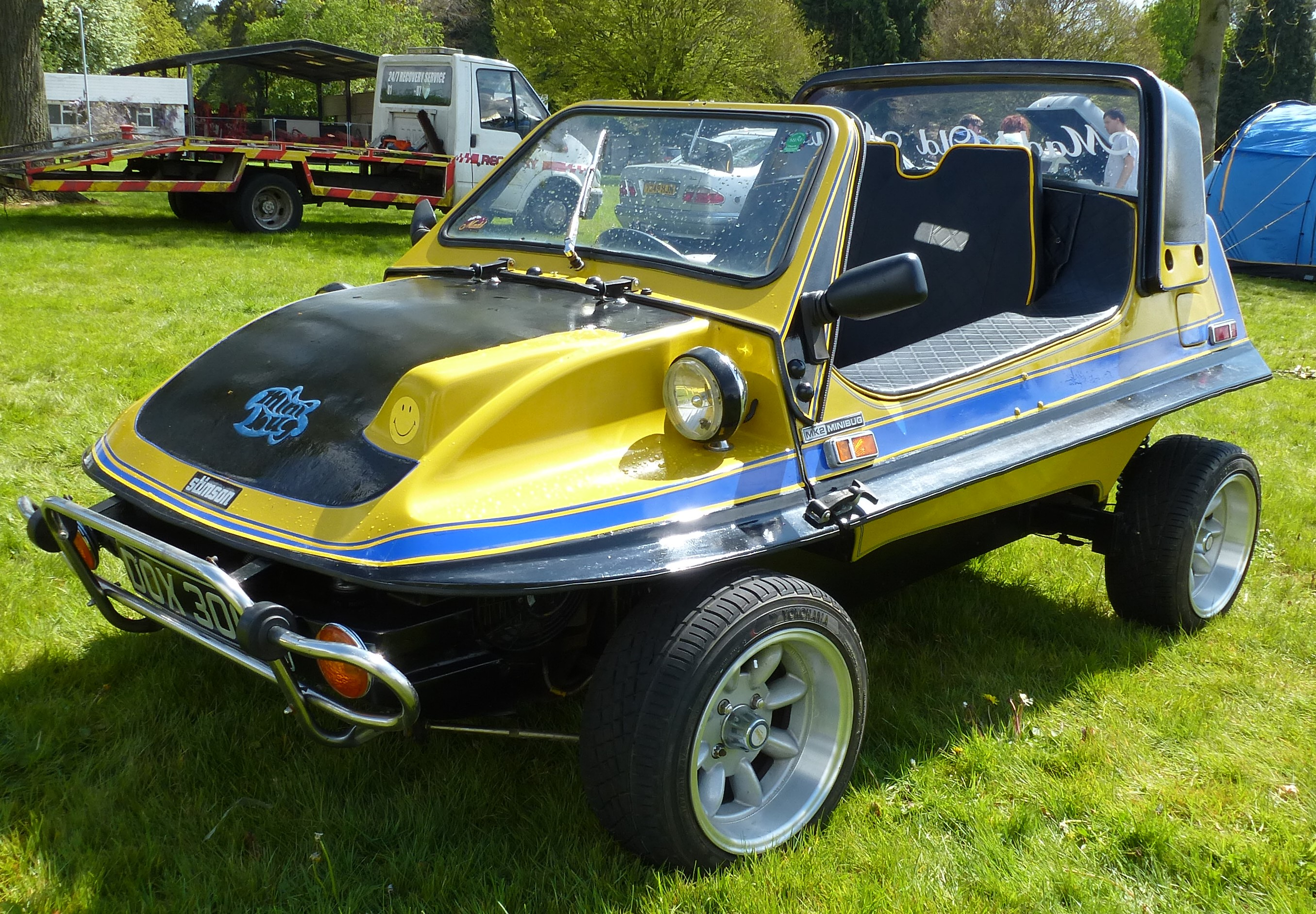
Stimson Mini Bug

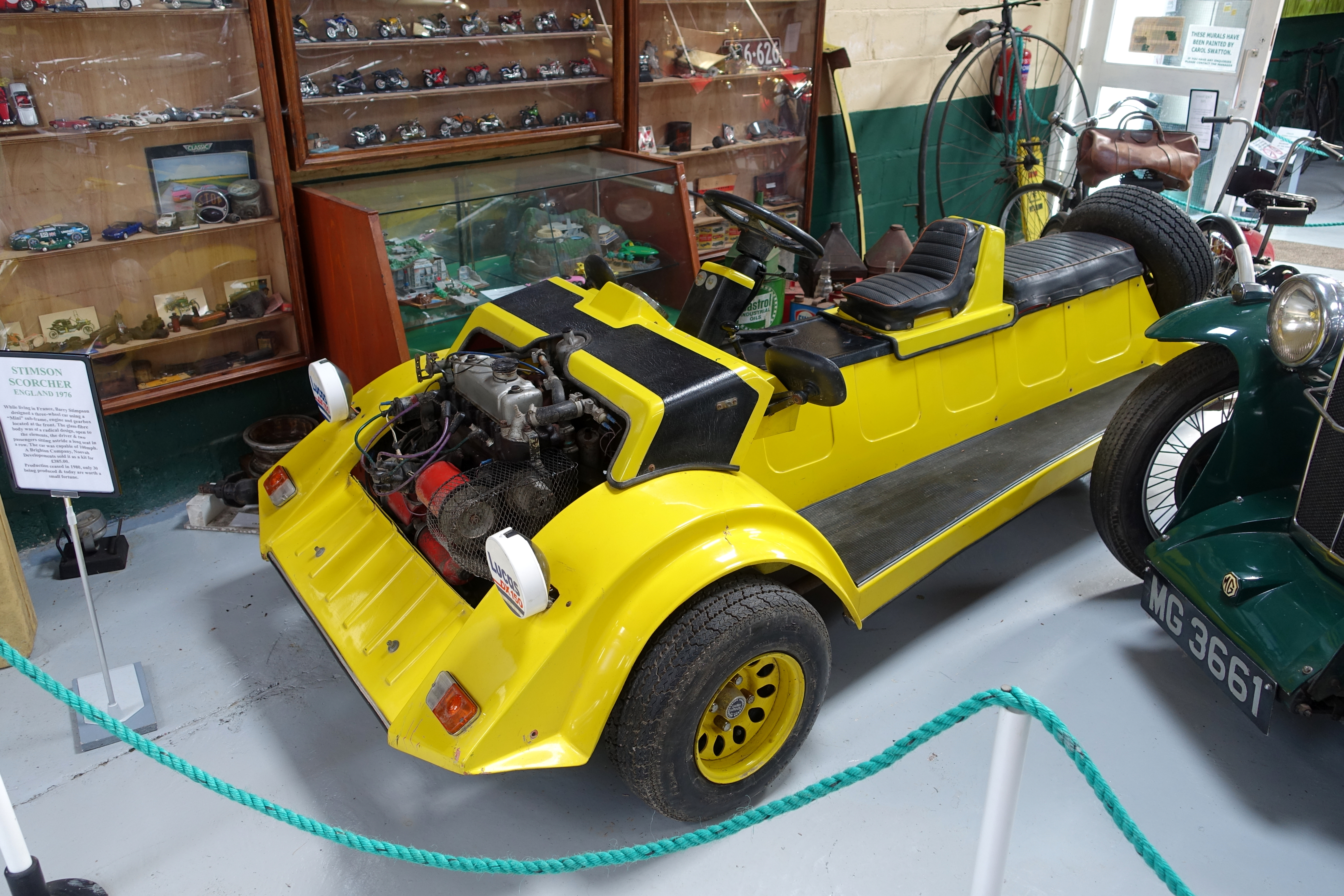
Stimson Scorcher

Stimson war eine britische Automarke.

## Markengeschichte
Der Designer Barry Stimson gründete 1970 das Unternehmen Design Developments in Chichester und begann mit der Produktion von Automobilen und Kits. Der Markenname lautete Stimson. Darauf folgten 1971 bis 1972 Barrian Cars aus Westbourne, 1972 bis 1973 Barrian Cars aus London, 1973 Lainston Investment Services aus Sparsholt und 1973 Fauchan Plastics aus Walburton. Noovoh Developments aus Brighton folgte entweder 1974 oder 1975 und war bis 1981 aktiv. Darauf folgten 1981 bis 1983 Nouveau Developments aus Southsea und 1983 bis 1985 Sarronset aus Birkenhead.
Zeitliche Überschneidungen gab es 1976 bis 1977 mit J. Evans & Son aus Portsmouth bzw. 1977 mit J. Evans & Son, später Evans Developments aus Portsmouth, 1977 bis 1986 bzw. 1977 bis 1982 mit Mini Motors aus Rochdale und 1982 bis 1985 mit Automotive Services.
Letzter Hersteller war von 2002 bis 2007 Stimson Designs aus Port Solent. Allerdings kam dieses Unternehmen nicht über Einzelstücke hinaus.
Insgesamt entstanden etwa 316 Exemplare.

## Fahrzeuge
Nachstehend eine Übersicht über die Modelle, Zeiträume, ungefähre Produktionszahlen, Hersteller und Kurzbeschreibungen.
| Modell                                      | Zeitraum  | Stückzahl | Hersteller | Kurzbeschreibung |
| ------------------------------------------- | --------- | --------- | --- | --- |
| Stimson Mini Bug 1                          | 1970–1971 | 20        | Design Developments                                                                                               | Offener Zweisitzer im Stile eines VW-Buggy, aber auf Mini-Basis. |
| Stimson Mini Bug 2                          | 1971–1973 | 160       | Barrian Cars | Überarbeitete Version des Mini Bug 1. |
| Stimson Safari Six                          | 1972–1973 | 12        | - 1972–1973 Barrian Cars - 1973 Lainston Investment Services - 1973 Fauchan Plastics                              | Viersitziges Fahrzeug im Stile des Mini Moke, auf Mini-Basis, aber mit sechs Rädern. Shikari Cars aus Wales übernahm das Projekt, fertigte aber nur einen Prototyp des Shikari. |
| Stimson CS + 1                              | 1973      | 4         | - 1973 Barrian Cars - 1973 Lainston Investment Services                                                           | Überarbeitete Version des Mini Bug 2. |
| Stimson CS + II Stimson CS 2 Stimson CS + 2 | 1975–1986 | 50        | - 1975–1977 Noovoh Developments - 1977 Evans Developments - 1977–1982 Mini Motors - 1982–1986 Automotive Services | Weiterentwicklung des CS + 1, anfangs CS + II genannt, ab 1979 CS 2, ab 1982 CS + 2. War ab 1984 auch mit Elektromotor erhältlich.                                              |
| Stimson Scorcher                            | 1976–1981 | 30        | Noovoh Developments                                                                                               | Offenes Dreirad mit einem Sattel für den Fahrer und Platz für zwei Passagiere hintereinander.                                                                                   |
| Stimson Trek                                | 1981–1985 | 38        | - 1981–1983 Nouveau Developments - 1983–1985 Sarronset                                                            | Fahrzeug im Stile eines Golfmobils mit einem zentralen Fahrersattel und im Heck zwei Sitze nebeneinander, auf Mini-Basis.                                                       |
| Stimson Sting                               | 2002–2007 | 1         | Stimson Designs                                                                                                   | Dreirad, ein Rad hinten, langer Radstand, Motor von Suzuki Bandit. |
| Stimson Strom                               | 2002–2007 | 1         | Stimson Designs                                                                                                   | Vorne Motorrad, hinten zwei Räder, mit vier Sitzen. |
| Stimson Buggy                               | 2004–2007 | 1         | Stimson Designs                                                                                                   | Moderner Strandwagen auf Basis Ford Fiesta. |